# Забайкальская железная дорога
Забайка́льская желе́зная доро́га (ЗабЖД) — государственная (казённая) железная дорога образованная в 1900 году. С 1936 по 1943 год называлась — Железная дорога имени В. М. Молотова. Один из 16 территориальных филиалов ОАО «Российские железные дороги», включающий часть железнодорожной сети страны, располагающийся на территории Забайкальского края и Амурской области.
Протяжённость дороги на 2009 год составляла 3336,1 км. Управление находится в городе Чите.

## История
Дорога строилась в составе Транссибирской магистрали. В сентябре 1895 года началось строительство на участке Мысовая — Сретенск длиной 1102 км; в сентябре 1896 — на участке Иркутск — Байкал длиной 68 км. В сентябре 1898 года работы начались на участке Китайский разъезд — Мациевская длиной 343 км — это была ветка соединяющая Транссиб с КВЖД.
Работами руководил инженер путей сообщения А. Н. Пушечников. На постройке дороги работало от 20 до 23 тысяч рабочих из местного населения. Кроме этого, сюда прибыли сотни рабочих из Европейской России. Важнейшими препятствиями явились сложный рельеф местности, пересечённой хребтами, реками и болотами, вечная мерзлота, низкие зимние температуры, а также стихийные бедствия. Так, летом 1897 года вода в реках поднялась на 6,5 метров. В долинах Хилка, Ингоды и Шилки вода размыла и унесла грунт земляного полотна на участке почти в 400 километров.
В декабре 1898 года было открыто служебное движение на участке Иркутск — Байкал, в декабре 1899 года на участке Мысовая — Сретенск, в феврале 1901 года на участке Китайский разъезд — Мациевская. На первых двух участках, то есть основном ходе Транссиба, в июле 1900 года было открыто постоянное движение. Участок Китайский разъезд — Мациевская был открыт для общей эксплуатации в 1901 году.
Железная дорога была построена однопутной. Максимальный продольный уклон пути на железной дороге был 9,4 ‰, при этом в горной местности имелось четыре участка длиной от 8 до 30 км с уклонами до 17,4 ‰. Наименьший радиус кривых в поворотах — 320 м. На основном ходе Транссиба (Иркутск — Байкал и Мысовая — Сретенск) было построено 38 каменных труб отверстием до 8 м, 555 полностью деревянных мостов, 542 моста с деревянными пролётными строениями на каменных опорах и 86 мостов с металлическими пролётами.На участке Китайский разъезд — Мациевская построено 33 каменных трубы, 117 мостов с деревянными пролётными строениями на каменных опорах и 65 мостов с металлическими пролётами.
Управление дороги находилось в Иркутске. Управление с 1908 по 1917 год издавало еженедельный журнал «Вестник Забайкальской железной дороги». Редактировал журнал начальник дороги.
С запада дорога граничила с Кругобайкальской железной дорогой. Ранняя[уточнить] Забайкальская железная дорога существовала с 1900 по 1922 год.
Стратегически важная роль Забайкальской железной дороги проявилась уже в ходе русско-японской войны 1904—1905 годов, но незавершенность дороги (она была «разорвана» на две изолированные друг от друга части Байкалом) сыграла отрицательную роль в снабжении действующей армии. На дороге скопилось огромное количество воинских грузов. Были приняты чрезвычайные меры (строительство временной железной дороги по льду Байкала в зимнее время, направление огромных сил на скорейшее завершение Кругобайкальской дороги и т.д.), но добиться необходимого объёма перевозок не удалось до самого конца войны.
Основные линии дороги: Иркутск — Байкал, Мысовая — Сретенск, Китайский разъезд — Сретенск, Китайский разъезд — Маньчжурия, Танхой — Мысовая, Байкал — Танхой. Протяжённость на 1913 год — 1701 верста или 1803 км.
В 1922 году был образован Сибирский округ путей сообщения, в который были включены линейные отделы Тюменской, Челябинской, Омской, Новониколаевской, Барнаульской, Томской, Красноярской, Иркутской и Забайкальской железных дорог. В 1923 году Сибирский округ путей сообщения был реорганизован. Из железных дорог, входивших в него, были сформированы Омская, Томская и Забайкальская железные дороги, а также увеличена Пермская железная дорога.
В 1925 году была образована Забайкальская железная дорога с управлением в Чите путём объединения Читинской и Забайкальской железных дорог. В 1936 году Забайкальская железная дорога была переименована в железную дорогу имени В. М. Молотова.В 1943 году дороге было возвращено название Забайкальская.
14 июля 1959 года Забайкальская железная дорога объединена с Амурской в Забайкальскую.
28 декабря 1994 года участок Ксеньевская-Зилово был переведён на электротягу, таким образом завершилась электрификация главного хода (1971-1994)
22 марта 2021 переведён на электротягу участок Борзя—Забайкальск южного хода (2011-2021)

## Основные показатели
- Основные показатели за 2009 год:
  - Эксплуатационная длина — 3336,1 км;
  - Численность сотрудников — 46 741 человек;
  - Средняя заработная плата — 30 498 рублей;
  - Перевезено грузов — 107,04 млн тонн;
  - Перевезено пассажиров: в дальнем сообщении — 4 млн 731 тыс. человек, в пригородном сообщении — 4 млн 058 тыс. человек.

## Границы
С Восточно-Сибирской жд граница проходит по станции Петровский Завод. Южной пограничной станцией с Китайской железнодорожной сетью является Забайкальск. Здесь находится железнодорожный пропускной пункт, а поскольку в Китае используется ширина колеи 1435 мм, также и пункт перестановки составов, следующих из России в Китай и обратно. Этот участок используется для движения поездов, следующих в Маньчжурию и Пекин (Биньчжоуская железная дорога). Также имеется участок Борзя — Соловьёвск, граничащий с изолированной веткой Чулуунхороот — Чойбалсан железных дорог Монголии, где сегодня есть только грузовое движение. С Дальневосточной железной дорогой граничит в двух местах: по станциям Архара и Бамовская.

## Структура
В состав дороги входят четыре региона:  
- Читинский;
- Могочинский;
- Свободненский;
- Борзинский;

Ранее имелся Сковородинский регион, который был расформирован в 1997 году.

## Награды
- Орден Трудового Красного Знамени (1975)